# Aralia henryi
Aralia henryi là một loài thực vật có hoa trong Họ Cuồng. Loài này được Harms mô tả khoa học đầu tiên năm 1896.